# بوم‌سازگان آب شیرین
بوم‌سازگان آب شیرین (به انگلیسی: Freshwater ecosystem) زیرمجموعه‌ای از بوم‌سازگان‌های آبی زمین هستند. 

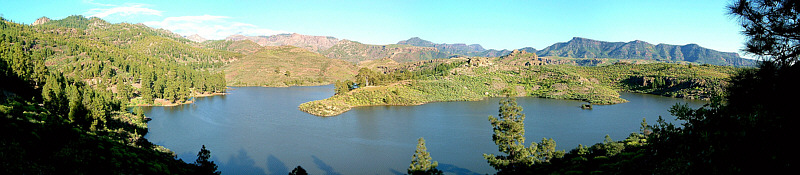
اکوسیستم آب شیرین

آنها شامل دریاچه‌ها، برکه‌ها، رودخانه‌ها، نهرها، چشمه‌ها خلاش‌ها و تالاب‌ها هستند. آنها را می‌توان با بوم‌سازگان‌های دریایی که محتوای نمک بیشتری دارند مقایسه کرد. زیستگاه‌های آب شیرین را می‌توان بر پایهٔ عوامل مختلفی از جمله دما، نفوذ نور، مواد مغذی و پوشش گیاهی طبقه‌بندی کرد. سه نوع اصلی بوم‌سازگان آب شیرین وجود دارد: لنتیک (آب با حرکت آهسته، از جمله استخرها، برکه‌ها و دریاچه‌ها)، لوتیک (آب با حرکت سریع‌تر، به عنوان مثال نهرها و رودخانه‌ها) و تالاب‌ها (مناطقی که خاک در آن‌ها حداقل برای مدتی اشباع یا در بخشی از زمان غرق شده‌است). بوم‌سازگان‌های آب شیرین دارای ۴۱ درصد از گونه‌های ماهیان شناخته‌شده در جهان هستند.

## انواع
سه نوع  اکوسیستم اصلی آب شیرین وجود دارد: بوم‌سازگان دریاچه (آب با حرکت آهسته، از جمله استخرها، حوضچه‌ها و دریاچه‌ها)، بوم‌سازگان رودخانه (آب با حرکت سریعتر، به عنوان مثال نهرها و رودخانه‌ها) و تالاب‌ها (مناطقی که خاک حداقل برای بخشی از زمان اشباع یا غرق شده است). آبگیرشناسی (شاخه زیست شناسی آب شیرین) که مطالعه‌ای در مورد اکوسیستم‌های آب شیرین است.